# Apatania subtilis
Apatania subtilis är en nattsländeart som beskrevs av Martynov 1909. Apatania subtilis ingår i släktet Apatania och familjen Apataniidae. Utöver nominatformen finns också underarten A. s. frigoris.